# Taylor Sportsplex
Le Taylor Sportsplex, également surnommé le TSX, est une installation sportive américaine (servant principalement pour le hockey sur glace, le football américain et le soccer) située dans la ville de Taylor, dans le Michigan.
L'enceinte, dotée de 1 000 places et inaugurée en 2002, sert d'enceinte à domicile à l'équipe universitaire de hockey sur glace des Eagles d'Eastern Michigan.

## Histoire
Le stade ouvre ses portes en 2002. L'installation contient quatre arènes, où deux sont principalement utilisées pour le hockey sur glace et le patinage artistique, et les deux autres sont pour le football américain et le soccer en salle.
En 2009, l'équipe de soccer indoor du Detroit Waza de Major Arena Soccer League (à l'époque PASL) s'installe au Taylor Sportsplex pour ses matchs à domicile (où il reste jusqu'en 2013).
La même année, le club de football américain indoor du Detroit Thunder, qui évolue en Continental Indoor Football League (CIFL) évolue au Taylor Sportsplex lors de ses matchs à domicile.
Depuis 2011, l'équipe universitaire des Eagles d'Eastern Michigan (appartenant à l'université de l'Est du Michigan) occupe l'installation pour ses matchs à domicile.
En mars 2012, l'arène de hockey sur glace est évacuée en raison du fait que 80 personnes, dont 30 hockeyeurs, tombent malades avec des symptômes pseudo-grippaux. Les enquêteurs concluent à des symptômes causés par un norovirus et font fermer l'établissement pendant trois jours jusqu'à ce qu'il subisse un nettoyage professionnel.
Le 3 décembre 2015, une fusillade a lieu dans le parking de l'aréna. Timothy Nelson Obeshaw, 57 ans, ouvre le feu avec un pistolet 9 mm sur la voiture de Sharon Elizabeth Watson, la blessant et tuant sa fille de 7 ans, Emma Watson Nowling.
L'installation est également utilisée pour des foires commerciales, des cérémonies de remise des diplômes, des arts martiaux mixtes et d'autres événements sportifs, tels que les championnats nationaux de hockey à roulettes.